# Hana Mičechová
Hana Sitnianská-Mičechová (25. ledna 1946 Praha – 11. prosince 2020 Praha) byla česká moderní gymnastka, držitelka tří zlatých medailí z mistrovství světa (dvou z pražského v roce 1965 a jedné z kodaňského z roku 1967). Později byla úspěšnou trenérkou a uznávanou mezinárodní rozhodčí. V roce 2003 byla vyhlášena nejlepší československou moderní gymnastkou všech dob.